# ナタリア・リニチュク
ナタリア・ヴラジーミロヴナ・リニチュク（ロシア語: Наталья Владимировна Линичук、1956年2月6日 - ）は、旧ソビエト連邦出身の女性フィギュアスケート選手。1980年レークプラシッドオリンピックアイスダンス金メダリスト。1978年、1979年世界フィギュアスケート選手権アイスダンスチャンピオン。パートナーは夫でもあるゲンナジー・カルポノソフ。

## 経歴
- 1976年インスブルックオリンピックに初めて実施されたアイスダンス競技に出場し4位。
- 1978年、1979年世界フィギュアスケート選手権優勝。
- 1980年レークプラシッドオリンピック金メダル獲得。
- 1980-1981シーズンをもって引退。
- 1981年7月31日にゲンナジー・カルポノソフと結婚。
- 現役引退後はカルポノソフと共にコーチとしてマリナ・アニシナ＆イリヤ・アベルブフ、パーシャ・グリシュク＆エフゲニー・プラトフ、アンジェリカ・クリロワ＆オレグ・オフシアンニコフ、イリーナ・ロバチェワ＆イリヤ・アベルブフ、オクサナ・ドムニナ＆マキシム・シャバリン、アルベナ・デンコワ＆マキシム・スタビスキーらを育てた。

## 主な戦績
| 大会/年      | 73-74 | 74-75 | 75-76 | 76-77 | 77-78 | 78-79 | 79-80 | 80-81 |
| ------------ | ----- | ----- | ----- | ----- | ----- | ----- | ----- | ----- |
| オリンピック |       |       | 4     |       |       |       | 1     |       |
| 世界選手権   | 3     | 4     | 5     | 3     | 1     | 1     | 2     |       |
| 欧州選手権   | 3     | 3     | 3     | 3     | 2     | 1     | 1     | 3     |